# Bátor
Bátor là một thị trấn thuộc hạt Heves, Hungary. Thị trấn này có diện tích 27,32 km², dân số năm 2010 là 420 người, mật độ 15 người/km².